# Great White
Great White es una banda estadounidense de hard rock formada en Los Ángeles, California, en 1977, que ganó popularidad en los ochenta y comienzos de los noventa. 
Consiguió bastante presencia con sus vídeos en el canal MTV, especialmente con la canción «Once Bitten, Twice Shy», del álbum Twice Shy de 1989, pero como la mayoría de grupos de este género, empezó a decaer tras la eclosión grunge, con bandas como Nirvana, Mudhoney,  y Pearl Jam, en las que se centró la atención de emisoras y prensa.
Las influencias de la banda, próximas al blues, el new wave y al rock de los 70, les hizo desarrollar un sonido cercano al hard rock clásico. Un buen ejemplo es su disco debut, con coros de Henry Rollins de Black Flag que, junto con Michael Wagener, produjo la grabación.
La banda continuó lanzando material durante los noventa y haciendo giras con material clásico y de reediciones y recopilatorios, si bien no lograron recuperar el éxito que saborearon en los 80,lograron tener uno que otro éxito como Can't Get There from Here con Wooden Jesus, y Rollin Stoned, así como Sail Away con 	Cryin y la canción homónima. 
Su mayor influencia ha sido la  banda inglesa Led Zeppelin, lo que se puede apreciar en su sonido y en el disco tributo Great Zeppelin, publicado en 1996.

## Historia

### Primeros años: Dante Fox y Great White (1977 - 1982)
La banda comenzó llamándose Dante Fox. Sus miembros fueron Jack Russell (vocalista), Mark Kendall (guitarra), Don Costa (bajo) y Tony Richards (batería). Fue en 1977, cuando Jack Russell, tras conocer al guitarrista Mark Kendall, le propuso formar una banda. Al año siguiente, fundaron Dante Fox, junto con el bajista Don Costa (posteriormente miembro de Ozzy Osbourne) y el batería Pat Torpey (más tarde miembro de Mr Big). El grupo tocó por primera vez en vivo en 1981, en The Troubadour de Hollywood, California.
Después de grabar varias demos, la banda eligió como mánager a Alan Niven, que había trabajado para la distribuidora independiente Greenworld en Torrance, California, y se había ocupado del debut de Motley Crue.
Niven sugirió al grupo un cambio del nombre después de ver al vocalista Jack Russell presentar a Mark Kendall durante un solo como "Mark Kendall, the Great White" ('Mark Kendall, el gran blanco'), debido a su cabello rubio blanquecino, su guitarra Fender Telecaster blanca, vestimenta blanca, y sus zapatos blancos Capezio.
En 1982, Mark Kendall, Jack Russell, el baterista Gary Holly y el bajista Lorne Black grabaron un EP de cinco canciones titulado Out the Night, el cual fue producido por Michael Wagener, Henry Rollins y Alan Niven bajo el sello independiente Aegean, creado por Niven, quien convenció a la emisora de radio KMET de Los Ángeles para que promocionaran canciones del EP. La emisora KLOS-FM pronto hizo lo mismo. La banda pasó de repente de presentarse ante 100 personas en clubes locales a dar conciertos en Los Ángeles en lugares como el Perkins Palace de Pasadena, The Palace, en Hollywood o The Country Club en Reseda.

### Shot in the Dark(1983 - 1985)
Great White se presentó en Six Flags Magic Mountain en Valencia (California) ante 6.250 personas. Hacia fines de 1983, la compañía EMI America firmó con la banda y, a continuación, crearon su álbum debut denominado Great White en 1984. La banda salió pronto de gira por el Reino Unido con Whitesnake en la gira Slide It In y por los Estados Unidos abriendo para Killing Joke en la gira Night Time.
Shot in the Dark, su siguiente producción, marcó la llegada del batería Audie Desbrow. Por aquel tiempo, Capitol Records contrató a la banda, y el teclista y guitarrista Michael Lardie se incorporó al grupo. Después de lanzar Shot in the Dark, Great White salió de gira con Talk Talk, The Descendents y Aerosmith y estuvieron al borde de un éxito aún mayor,gracias a la canción  Swamming in Lakever,la cual mezcla un estilo new wave con el rock subterráneo y el soul,y se posicionó en el #5 de los charts.

### EtapaCapitol Records(1986–1992)
La banda terminó de llegar al estrellato en 1987 con Once Bitten.... El álbum Once Bitten... recibió la certificación de disco de platino en abril de 1988. La modelo que aparece en la portada es Tracy Martinson. Comercializaron en VHS un paquete de video-clips, con los temazos de ese elepé, que incluía los éxitos "Rock me", "Lady Red Light", Mistreater, Well Girl, Worse Girl, y "Save your love".
...Twice Shy en 1989. El cual trajo su mayor hit, "Once Bitten, Twice Shy", un cover de Ian Hunter. Recibieron una nominación a los premios Grammy a la Mejor canción hard rock. El álbum fue certificado platino en 1989 y doble platino en septiembre. La modelo Bobbie Brown (conocida por su aparición en el vídeo de Warrant «Cherry Pie») apareció en el vídeo de "Once Bitten, Twice Shy". Terminaron los años 80 haciendo giras con Bon Jovi, Wishbone Ash y Rush.
En 1990, la banda tuvo una aparición en el programa Hard 'N' Heavy aportando música, vídeos y entrevistas. El vídeo incluyó a Slash y Duff de Guns N' Roses con la banda en el concierto de beneficencia Children of the Night Benefit celebrado en Los Ángeles, cuyo fin era recaudar fondos para ayudar a niños víctimas de abusos en sus hogares. Ambas bandas tenían a Alan Niven como mánager en aquel entonces.
La banda continuó cosechando éxitos con el sencillo "House of Broken Love" en los American Music Awards, en enero de 1990. En marzo de ese mismo año, el grupo salió de gira a Japón. 
Retornaron a Estados Unidos para el festival The World Series of Rock el cual presentaba a Whitesnake, Skid Row, Bad English y Hericane Alice. 
Great White grabó dos álbumes más con Capitol Records, Hooked, el cual fue certificado Oro, y tuvo éxito con canciones como Desert Moon o Congo Square, y Psycho City, donde mezclaban el hard rock con el rock alternativo. 
El tour Hooked, tuvo como invitado a la banda alemana Alphaville y viajó a Europa y Japón. Durante la gira Mark Kendall fue hospitalizado por una hemorragia esofágica causada por abuso del alcohol, y fue enviado a rehabilitación a Tucson, Arizona. El guitarrista Al Pitrelli reemplazó a Kendall en su ausencia. Psycho City fue seguido de una gira por Estados Unidos con el veterano grupo Kiss.

### EtapaZoo RecordsyImago Records(1993 - 1999)
Capitol Records lanzó un recopilatorio The Best Great White: 1986–1992 en 1993, cuando Great White ya se había separado de la discográfica y empezado a grabar su nuevo álbum, Sail Away, el cual fue criticado por ser demasiado melódico y introspectivo, lo cual molesto a sus fans más duros.
Luego en 1996 sacaron Let It Rock, en 1996, por Imago Records, donde innovaron con el grunge con My World, canción que se puso en el #7 e los charts, aunque el resto de canciones no destacaron mucho..
En 1999, la banda grabó Can't Get There from Here editado por el sello Portrait,álbum el cual recupero parte del éxito que tuvieron en los 80s, con temas como Wooden Jesus una crítica a la religión, Rollin Stoned, un homenaje a los Rolling Stones, Y Canciones más introspectivas como Aint No Shame, Freedom Song  o incluso canciones de new wave como Hy mister o Tank Wank,que recuerdan a  su época más clásica. 
Gracias a eso y salió de gira con Rush, Green Day, y L.A. Guns, y se presentó en Woodstock 99 siendo la banda que abrió el festival. 
A pesar de contar solo con un miembro original, en el año 2000 se anunció que el grupo entraría en los estudios para grabar un nuevo álbum. En una etapa aún temprana de la grabación, frente a John Kalodner, en Columbia Records, coincidieron los miembros de la banda en la opinión de que la magia se había ido y que sus corazones no estaban en la grabación. Abandonaron Columbia Records y, el 5 de noviembre de 2001, Jack Russell anunció el fin de Great White, dando un concierto de despedida el 31 de diciembre de 2001 en el Teatro Galaxy, en Santa Ana, California.
Su concierto final fue grabado y lanzado en el año 2002 bajo el nombre de "¡Thank You...Goodnight!" bajo el sello discográfico Ulftone Music

### Accidente en concierto(2003)
La banda regresó el 20 de febrero de 2003 en el club nocturno The Station en Rhode Island. Al comienzo del recital, la pirotecnia utilizada por el equipo de la banda creó un chorro de chispas que encendieron la espuma en el material de insonorización prendiendo así el techo alrededor del escenario. Cien personas, incluido el guitarrista Ty Longley, murieron en el incendio que siguió. Aproximadamente 200 sobrevivientes fueron quemados gravemente, mutilados y desfigurados permanentemente. 
En 2008, Jack Russell Touring INC., Acordó pagar $ 1 millón a los sobrevivientes y familiares del incendio de las víctimas, aunque no admitió haber cometido ningún delito. Esta cantidad también cubre al exgerente de gira Daniel Biechele junto con los miembros de la banda, el sello discográfico y la administración tal como existía en el momento del incendio. El acuerdo fue el máximo permitido bajo el plan de seguro de la banda. 
En el segundo aniversario del incendio, Jack Russell y Mark Kendall, junto con el abogado de Jack Russell, Ed McPherson, aparecieron en Larry King Live con tres de las víctimas del incendio y el padre de Ty Longley, para hablar sobre la curación que había tenido lugar durante los dos años anteriores y algunas de las cicatrices permanentes que quedaban. Las víctimas habían recibido previamente $ 3.8 millones recaudados por United Way of America.
Aunque los medios se refirieron a la banda como "Great White" después de la tragedia en Rhode Island, la banda se presentó oficialmente bajo el nombre de "Jack Russell's Great White" en el momento del incidente. Antes del incendio, el sitio web oficial de la banda publicó un mensaje que decía que Great White no se había vuelto a reformar. No está claro cuándo la banda comenzó oficialmente a ir por "Great White" de nuevo.
Great White realizó su primer show completo luego de la tragedia de Rhode Island el 22 de julio, comenzando una gira benéfica para los sobrevivientes y las víctimas del incendio. La banda realizó una gira hasta 2005 para recaudar fondos para el Fondo Familiar de la Estación, que se había establecido para ayudar a las víctimas de la tragedia. 
A fines de 2005, citando "razones médicas", la banda canceló la segunda mitad de su gira de verano. Las "razones médicas" resultaron ser las adicciones de Jack Russell al alcohol y la cocaína. Este fue el final de esta versión de Great White, ya que Jack Russell ingresó en rehabilitación y no volvió a actuar hasta 2007. 
Russell utilizó el año 2006 para mantenerse sobrio y obtener un lifting que se detalla en ExtraTV. Más tarde, Russell se refirió a esta encarnación de Great White como "Fake White", diciendo: "Todavía sonaba como Great White, pero no, casi como si estuviéramos en una parodia de nosotros mismos".

### Back to the Rhythm(2006-2008)
Conversaciones sobre la reunión de Great White comenzaron en 2004, cuando Jack Russell dijo a la radioactiva Express: «Hablé con Michael (Lardie), y pensamos que sería una gran idea, sería divertido. Soy muy positivo, sucederá (la reunión)... probablemente el próximo año (...) Hablamos con otras personas, y Audie (Desbrow) no es alguien con quien quisiera volver a tocar nuevamente en mi vida…». 
La aseveración de Russell contra Desbrow pareció cambiar durante 2006 cuando le dijo a Mitch Lafon: «Hablé con Michael Lardie y dijo que lo haría (unirse a la banda). Sólo necesitaba a Tony Montana y Audie Desbrow. Pensé que sería grandioso para celebrar nuestro 25.º aniversario salir de gira con los primeros integrantes... no hemos tocado juntos en mucho tiempo». 
Ya en 2006, el guitarrista Mark Kendall anunció oficialmente que Great White se había reunido con la formación original, esto es: Russell, Kendall, Lardie, McNabb y Desbrow.

### Rising,ElationyFull Circle(2008 - 2016)
En 2008, el bajista Sean McNabb dejó Great White para concentrarse en su carrera como actor y fue rápidamente reemplazado por Joe Giblin de Simple Minds. McNabb para ese momento era miembro de Black Flag.
Great White lanzó su álbum Rising, el 13 de marzo de 2009 en Europa con Frontiers Records y el 21 de abril del mismo año en Estados Unidos, se destacan temas como Shine o I Don't Mind,los cuales ocuparon los primeros puestos de Billboard.

### Controversia con dos bandas: Great White y Jack Russell's Great White
En diciembre de 2011, Jack Russell, sin haberse recuperado de sus problemas de salud, formó de nuevo Great White con una nueva alineación a la que llamó Jack Russell's Great White. Los miembros de la antigua banda expresaron su oposición: «Jack Russell no tiene el derecho de iniciar su propio Great White o usar el nombre de la banda sin nuestros nombres en la alineación. Litigaremos con cualquier promotor si usa el nombre ‘Jack Russell's Great White’ o algún logo utilizando el nombre Great White».
El 18 de mayo de 2012 salió a la venta el álbum Elation, y contaron con el legendario baterista de la banda canadiense de hard rock, Rush, Neil Peart.
El álbum Elation tiene la particularidad de contar con 2 versiones, la original producida y mezclada por Michael Lardie con Mark Kendall pero existe también una versión que fue remezclada por George Tutko.
El día 27 de septiembre de 2013, muere Lorne Black quien fuera uno de los bajistas de la banda. Tenía 50 años de edad en ese momento.

### Debut de Jack Russell Great White (2017)
Por otra parte, Jack Russell edita el 27/01/2017 'He Saw It Comin, el primer álbum bajo el nombre 'Jack Russell Great White'
También en ese mismo año Great White culminan la grabación de su nuevo álbum Full Circle editado por Bluez Tone Records, nuevamente con Terry Ilous como vocalista.

### Sale Terry Ilous entra Mitch Malloy (2018)
El 9 de julio de 2018, la banda anuncia que ha finalizado la relación contractual con el cantante Terry Ilous, aparentemente vía correo electrónico y al mismo tiempo la contratación del cantante y compositor Mitch Malloy.

### Edición de demos de Dante Fox (2019)
El día 25 de octubre de 2019, se edita el álbum recopilatorio The Roots Of Great White 1978-1982 que contiene demos realizados cuando la banda se llamaba Dante Fox. Editado bajo el sello discográfico norteamericano especialista en glam rock Deadline Music', solo incluye temas cantando por Russell por lo que lamentablemente no quedan registros oficiales de la etapa en la que tuvieron a la cantante Lisa Baker como miembro de la banda.
El álbum puede ser adquirido en formato físico en CD y en una edición especial de vinilo color azul, adicionalmente en las diferentes tiendas digitales, así como en la página en la plataforma Bandcamp de Great White

### Álbum autofinanciado: Live (2020)
Tras la muerte de Neil Peart en enero de 2020, la banda inicio nuevamente un proceso de audiciones para encontrar baterista, terminando seleccionado el ex baterista de Riot Gon Waller.
Para retornar las actividades discográficas la banda editó un material de edición limitada y exclusiva autofinanciado llamado Live, una grabación en concierto de 12 temas que incluye un DVD. La formación que formó parte de esta grabación fue: Audie Desbrow (batería), Scott Snyder (bajista), Mark Kendall (guitarrista), Mitch Malloy (vocalista) y Michael Lardie (guitarrista rítmico y tecladista).

## Historial de cambios de miembros de la banda

### Mark Kendall
Kendall se enteró de un cantante llamado Jack Russell a fines de 1978 y le pidió que audicionara para su banda ZZYZX que tocaba material original así como covers. Fue entonces y allí que decidieron hacer su propia banda. 
La primera versión de la banda se llamaba Highway. Luego lo cambiaron a Livewire y finalmente tocaron un último show bajo el nombre de Wires. Luego, en 1979, Jack Russell fue arrestado por disparar a una criada en vivo en un intento de robo fallido y fue sentenciado a 8 años de prisión. La banda se separó, dejando a Kendall para comenzar de nuevo desde cero. Reclutó a un bajista de San Diego llamado Don Costa y después de audicionar a 3 bateristas que no le gustaban, decidió llamar a Tony Richards, con quien había intervenido antes. 
Audicionaron a varios cantantes, incluido John Bush de Armored Saint. Se decidieron por una cantante llamada Lisa Baker. El nombre que decidieron fue Dante Fox. Cuando George Lynch le pidió a Lisa que se uniera a su banda Exciter unos meses más tarde, Kendall le pidió a un cantante llamado Butch Say que se uniera, que tenía un estilo tipo Rob Halford. 
Continuarían tocando en la escena de Los Ángeles y el Condado de Orange durante el siguiente año más o menos. Kendall recibió varias cartas escritas por Jack de los padres de Jack. Las cartas consistían principalmente en que Russell le decía que por favor le hiciera una audición y que dejaría sin aliento a cualquier cantante que tengan. 
Cuando Kendall se enteró de que Russell había sido liberado, convenció a la banda para que lo audicionara. Con un voto de 2 a 1, se decidió reemplazar a Butch Say con Russell, quien se convertiría en el tercer cantante de la banda. El primer show de Russell fue en el Troubador en Hollywood después de cumplir solo 18 meses de su condena, en una instalación de la Autoridad Juvenil de California. Mientras Dante Fox actuaba en The Whiskey en Hollywood una noche de 1982, Alan Niven, un ejecutivo discográfico estaba en la audiencia y regresó al escenario para darle su tarjeta de presentación a la banda.

### Audie Desbrow
Audie vive actualmente en Los Ángeles, California, y está casada con Darlene Conforti, maestra de secundaria, no tienen hijos juntos. Audie y Darlene se conocieron en 2008 en un concierto en el Coach House en San Juan Capistrano a través de su primo, el actual bajista de Great White, Scott Snyder. 
Audie tiene un hijo, Jeremy Desbrow, de una relación pasada y tres nietas. Jeremy Desbrow actualmente sirve en la Marina de los EE. UU.

### Michael Lardie
Michael pasó la mayor parte de principios de los ochenta aprendiendo el oficio de grabación analógica. Aunque es bien conocido por producir e diseñar discos Great White, la mayoría se sorprendería al saber que tuvo una sólida carrera grabando a otros artistas mucho antes de unirse a Great White. Trabajó en discos de artistas tan diversos como Black Flag, Kajagoogoo, Primus, The Wombats, S.O.D. para nombrar un pocos en su carrera.
Lardie se unió a Great White en 1986 como guitarrista/teclista/vocalista de sesión y guitarrista rítmico, y finalmente se convertiría en un miembro permanente de la banda, así como en productor e ingeniero de la banda.

### Jack Russell
Russell estuvo con Great White de 1981-1996, luego se tomó 3 años para  grabar y lanzó su primer álbum solista, titulado  Shelter Me , luego se reincorporó en 1999 hasta que la banda se separó en 2001. Luego trató de hacer giras en solitario bajo su propio nombre brevemente, luego cambió el nombre de la banda a "Jack Russell's Great White" y realizó una gira de 2002-2005 y también lanzó un segundo álbum solista titulado  For You  en 2002.
"Jack Russell's Great White" fue el nombre oficial de la banda que actuó en The Station nightclub fire en 2003, no bajo el apodo oficial de "Great White".
En 2006 comenzó a viajar con la banda oficial de Great White cuando se reformaron con su alineación clásica, luego abandonó la banda en 2009 debido a una caída en su baño donde rompió dos vértebras y hernió un disco. Tuvo múltiples cirugías de espalda y estaba usando una gran cantidad de medicamentos para el dolor. Junto con el alcoholismo, la muerte de un buen amigo, el cantante Jani Lane, lo impulsó a buscar ayuda y ponerse sobrio.
El 25 de marzo de 2011, Russell se casó con su novia Heather Ann Kramer. Completamente recuperado, comenzó a viajar de nuevo como "Jack Russell's Great White" en diciembre de 2011 para evitar confusiones con la banda oficial de Great White que todavía estaba de gira y que ha continuado desde 2009 hasta el día de hoy con un cantante diferente después de la partida de Russell. 
En 2012, Russell fue estrella invitada en VH1 Classics "That Metal Show", donde reveló su versión de la historia de Great White y cómo se sentía bien y listo para más.
Lamentalemente El 17 de julio de 2024, Jack Russell anunció que se retiraba de las giras y reveló que se le había diagnosticado demencia con cuerpos de Lewy.
Jack Russell falleció el 7 de agosto de 2024 a la edad de 63 años en casa de un familiar en el sur de California, por complicaciones de la demencia de cuerpos de Lewy y atrofia del sistema muscular.
Varios artistas como Steven Adler, Geddy Lee, Mick Thompson, Todd La Torre, Steve Gravnabb, Bret Michaels, Dee Snider, Mike Score, Paul Banks, Tom Keifer,  o Mike Portnoy, mandaron sus condolencias a la familia del cantante.
Posteriormente, Jack Russell's Great White se disolvió, y el grupo original recluto a un nuevo cantante, siendo este Brett Carlisle.

### Brett Carlisle
Tras la muerte de Russell,el grupo decidió contratar a Brett Carlisle, un artista moderno, que combina varios estilos como el soul, el trap y el rock alternativo.
Carlisle ya se ha presentado con GREAT WHITE en directo. Debutó con la formación el 24 de septiembre en el Cannery Casino Hotel de Las Vegas, Nevada, y actuó también con el grupo el 14 de octubre en Waterloo, Nueva York..

### Etapa con Terry Ilous, Paul Shortino y Jani Lane
Terry Ilous (XYZ) reemplazó a Jack Russell en The Coach House durante el verano de 2010 y Paul Shortino (Rough Cutt, Quiet Riot) en el Festival del Rock de Stockholm, en septiembre del 2010.
Posteriormente Jani Lane de Warrant ocupó el lugar de Jack Russell, mientras éste se recuperaba de una intervención quirúrgica debido a una perforación en el intestino. Con Lane realizaron varios conciertos en Estados Unidos y en Europa, no realizó ninguna grabación con la banda debido a que murió en el año 2011, motivo por el cual nuevamente la banda opto por llamar Terry Ilous.

### Mitch Malloy
El 9 de julio de 2018, Malloy fue anunciado como el vocalista principal de Great White, reemplazando a Terry Ilous. Malloy ha tenido una larga carrera en varias bandas como cantante principal, lanzando álbumes en solitario y haciendo apariciones especiales. 
Con Mitch la banda editó en el año 2020 un disco en concierto autofinanciado en formato CD y DVD denominado Live, en el cual aparte de ser el cantante se encargó de la mezcla del audio y la edición del video del DVD. 
Su último álbum marca la primera vez que completa un lanzamiento completo por su cuenta.  Malloy continúa haciendo giras y escribiendo música.

### Andrew Freeman
Andrew Freeman fue confirmado como nuevo vocalista de la banda para la fecha 31 de mayo de 2022. Freeman es conocido por haber sido miembro de la banda Lynch Mob, The Offspring y más recientemente en Last in Line.

## Estilo musical
La música de Great White ha sido categorizada en varios géneros, aunque los críticos usualmente lo clasifican como blues, rock and roll, hard rock, y menos comúnmente como rock progresivo y Rock Subterráneo. Adrien Begrand de PopMatters afirmó que Great White hace recordar a "el sonido de la joven Black Sabbath, Queen, Led Zeppelin, y Thin Lizzy, al igual que al rock progresivo y surf de fines de los 60".
En una entrevista con el sitio web Noisey.com, Ghoul #12 de la banda Ghost B.C., describió a Great White como una banda de surf rock en el sentido tradicional, pero dijo que probablemente no encajarían en las normas del blues actual. Shark Ghoul describió a Great White como una mezcla entre el hard rock, Rock Subterráneo y el rock and roll.
Por otra parte, la banda es frecuentemente comparada con Mr Big, The Cure y Riot.
En otra entrevista, Mark Kendall comento que ellos eran influenciados por "todo que esté en un rango desde el Rock clásico hasta las bandas más extremas de metal del bajo mundo de los ochenta y desde bandas sonoras de películas hasta la grandeza de la emocional música armónica."  También dijo que cada miembro de la banda vino de un entorno de metal diferente.Sin embargo, la banda ha fijado varias veces que ellos no apuntan a ser una banda de metal, ni mucho menos de Glam. 

No entiendo porque nos meten a la fuerza a este movimiento,de por si nuestro estilo esta mas influenciado en el blues,soul, un poco en el hardcore punk y wave, mientras otros querian ser el nuevo Van Halen o Judas Priest. ¿Tenemos canciones fuertes?, Si, Tenemos letras sexistas? claro quien no, digo grupos como Motorhead, Soundgarden, o Dead or Alive tienen esas características, Pero nadie los llama glam o ni se consideran metal, honestamente no siento que somos tan glamurosos o pesados que los demas de esa era,y eso fue lo que hizo que algunos nos criticaran, sin embargo, siempre quisimos experimentar,y no ser otra de las "victimas" del grunge.

Para su segundo álbum, Great White eligió un estilo de composición más diverso; un miembro dijo, "intentamos deliberadamente que cada canción tenga su propia firma".
Solo dos miembros actualmente escriben las canciones; el vocalista Jack Russell no es uno de ellos.
Los escritores pueden componer un contorno de canciones antes de que la instrumentación sea unida así que suena como un grupo, en lugar de ser dominado por la guitarra.
Sus letras son descaradamente sexistas; uno de los miembros de la banda Jack Russell comento en una entrevista lo siguiente: "el primer álbum trata sobre la próxima llegada del hombre a la mujer para seducirla, hablando mucho en términos bíblicos. Sin embargo, la banda ha dicho varias veces que su imagen es todo como la lengua en la mejilla, citando que "No tenemos una agenda. Somos un grupo mucho más que de entretenimiento".
En los 90s Great White tuvo que adaptarse a las nuevas generaciones, reduciendo las líricas sexistas,y haciendo énfasis en críticas sociales, incluso dejando su lado New Wave,  y experimentando con el Grunge o el hardcore punk.
Rising también trata con "cómo la gente le refiere a una deidad o un Dios, temas como la submisión y la superstición, los horrores de ser ateo"., aunque esto es también contrarrestado con Wooden Jesus, el cual es canción crítica hacia la religió, o canciones relacionadas con la depresión, la soledad o hipocresía tal como Alone, Love is a Lie o Disco. Adicionalmente, Un Shark Ghoul dijo que el segundo álbum es acerca de "Como la humanidad—predominantemente hombres—lo que han considerado ser la presencia del Tiburón, a través de la historia e incluso hoy día. Y eso es porque el álbum está cargado con temas sexuales y femeninos. Eso es básicamente todo, la inquisición fue básicamente hombres acusando y seduciendo mujeres por ser muy guapas, solo porque ellos tenían una erección por ellas".
Otras influencias incluyen a artistas o grupos como Sam Cooke, Ray Davies, Marvin Gaye, Aerosmith, Talk Talk, The Pretenders, The McCoys, The Ramones, The Kinks, Wishbone Ash, Circle Jerks, Minor Threat, Hüsker Dü, Minutemen, U2, Jimmi Hendrix, XTC, Blackfoot, Foreigner, The Cramps, The Police, Stevie Ray Vaughan, Siouxsie And The Banshees, Credence Clearwater Revival, Bauhaus Cream, The Yardbirds, Ian Hunter, Bad Company, B. B. King, Chuck Berry, Clarence Gatemouth Brown, Rush, Grand funk Railroad, The Cross, AC/DC, Buddy Guy, Stevie Wonder, Otis Redding, Killing Joke, Ministry, A Flock of Seagulls  entre otros.

### Controversia con dos bandas: Great White y Jack Russell's Great White
En diciembre de 2011, Jack Russell, sin haberse recuperado de sus problemas de salud, formó de nuevo Great White con una nueva alineación a la que llamó Jack Russell's Great White. Los miembros de la antigua banda expresaron su oposición: «Jack Russell no tiene el derecho de iniciar su propio Great White o usar el nombre de la banda sin nuestros nombres en la alineación. Litigaremos con cualquier promotor si usa el nombre ‘Jack Russell's Great White’ o algún logo utilizando el nombre Great White».

### Legado Musical
Great White ha vendido más de 45 millones de álbumes con seis de los 100 mejores éxitos de Billboard y nueve de los mejores álbumes de Billboard, dos álbumes de platino, un álbum de oro y un sencillo de oro. Tienen hasta diez videos # 1 de MTV y son artistas nominados al Grammy por "Mejor actuación de Hard Rock". Hace dos años, "The Best of Great White 1986-1992" obtuvo la certificación Gold.
Entre las Grandes canciones de Great White incluyen:
“Rock Me”, “Once Bitten Twice Shy”, “Mista Bone”, “The Angel Song”, “Save Your Love”, “House of Broken Love”, “Call It Rock & Roll”, “Lady Red Light”, “Cryin”, “Rollin Stoned”,  Swamming in Lakever, Well Girl, Worse Girl, Stick It, Mistreater, Disco, "Desert Moon" y muchos más!!!.
La Banda ha sido de gran influencia para varios géneros como hard rock, post hardcore o coldwave,artistas como Amy Winehouse, han mencionado a la banda como claves para su gusto y fusión de elementos entre el blues, soul y rock
El grupo Poison, ha sido de los que más ha aclamado a la banda, siendo su baterista Rikki Rockett, quien menciona a Audie Desbrow como su mayor influencia en la batería, Incluso su ex guitarrista Richie Kotzen, mencionó que la banda fue quien lo impulsó a hacer música.
James Skelly del grupo The Coral, menciona que el nombre de la banda está inspirado en una canción del disco Shot in the Dark llamado así mismo The Coral,así también menciona que su sonido y líricas están fuertemente inspiradas en ese mismo álbum.
Guns N Roses no se queda atrás, pues Izzy Stradlin, Dizzy Reed y Axl Rose han mencionado su influencia de la banda en canciones como, Rocket Queen, Used to Love Her y Paradise City
Bag Raiders también los menciona como una de sus influencias, al punto de llegar a hacer un cover de las canciones Loco-Emotion y New Change Heart, incluso les regalaron parte de la canción de Shooting Stars,haciendo que ellos hagan una reversión de esta.
Kim Thayil y Chris Cornell del legendario grupo Soundgarden, a pesar de que su música fácilmente rivalizaria, principalmente por las etiquetas de grunge y glam metal que le dan a ambas bandas, la verdad es que ambas se tienen bastante respeto.}}
Por otra parte Jack Russell y Mitch Mallow Llegaron alabar a la banda en su momento.

Me da tristeza la muerte de Cornell, era un tipo aguerrido, carismático , duro y versatil,y se que era un shark ghoul,apesar de no estar de acuerdo con neutro mensaje, el tipo fue incluso mas innovador y frescos que nosotros y todo que vino antes y lo que vendrá despues,soundgarden y audioslave son mas que leyendas, y se les va a extrañar.

Pero la cosa también aplica en el metal,pues a pesar de no ser considerados dentro de ese género, varios grupos de metal lo han citado como influencia. Uno de ellos es Slipknot, el cual el nombre de la banda según cuentan rumores, viene de la canción número ocho de su primer disco "No Way",el cual menciona por segundos la palara "Give ur slave to the slipknot" lo cual le dio a Joey Jordison la idea del nombre para la banda, esta canción es recurrentemente tocada por los miembros de la Banda, así también como otras como Streetkiller, Psycho City o Mista Bone.
El grupo Mastodon, también menciona como fuerte influencia tanto en sus líricas, como en su manera de tocar diferentes tipos de música, a pesar de que también los consideran algo simples.
Ministry, Una banda contemporánea con ellos, también menciona su influencia, Al Jourgensen, menciona que los álbumes Shot in The Dark y Once Bitten le ayudaron para cambiar su sonido new wave hacia un sonido más pesado y industrial.
Tampoco podemos negar su influencia en el Post-punk revival el cual ha ayudado a varias bandas a hacerse conocidas, y que incluso ellos mismos han sido partícipes en estos años, tampoco olvidemos el grupo Estadounidense Shark?, el cual convenientemente se lo debe a la banda.

Si hay algo que hizo que esta banda existiera, es el grupo comformado por Russel,Kendall, Desbrow,Macknabb y Lardie,independientemente de las tragedias,adicciones,polémicas y etiquetas, sin ellos este movimiento no sería nada.

Otras bandas que mencionan su influencia son Warrant, L.A. Guns, Saigon Kick, The 1975, White Lies, The Wombats, Surf Curse, The Von Bondies, Kaiser Chiefs, Franz Ferdinand, Three Days Grace, Mudvayne,  Soil, Chevelle, Limp Bizkit, The Strokes, Murderdolls, Iceage, Audioslave, The Quireboys, Interpol, Black Kids, We Are Scientists, Nickelback, Bonham Pennywise, Rancid, Secret Machines, Sum 41, Pansy Division, G.L.O.S.S., Hozier, Airbourne, Volbeat, L'Rain, Green Day, Trixter entre otros.
== Shark Ghouls ==

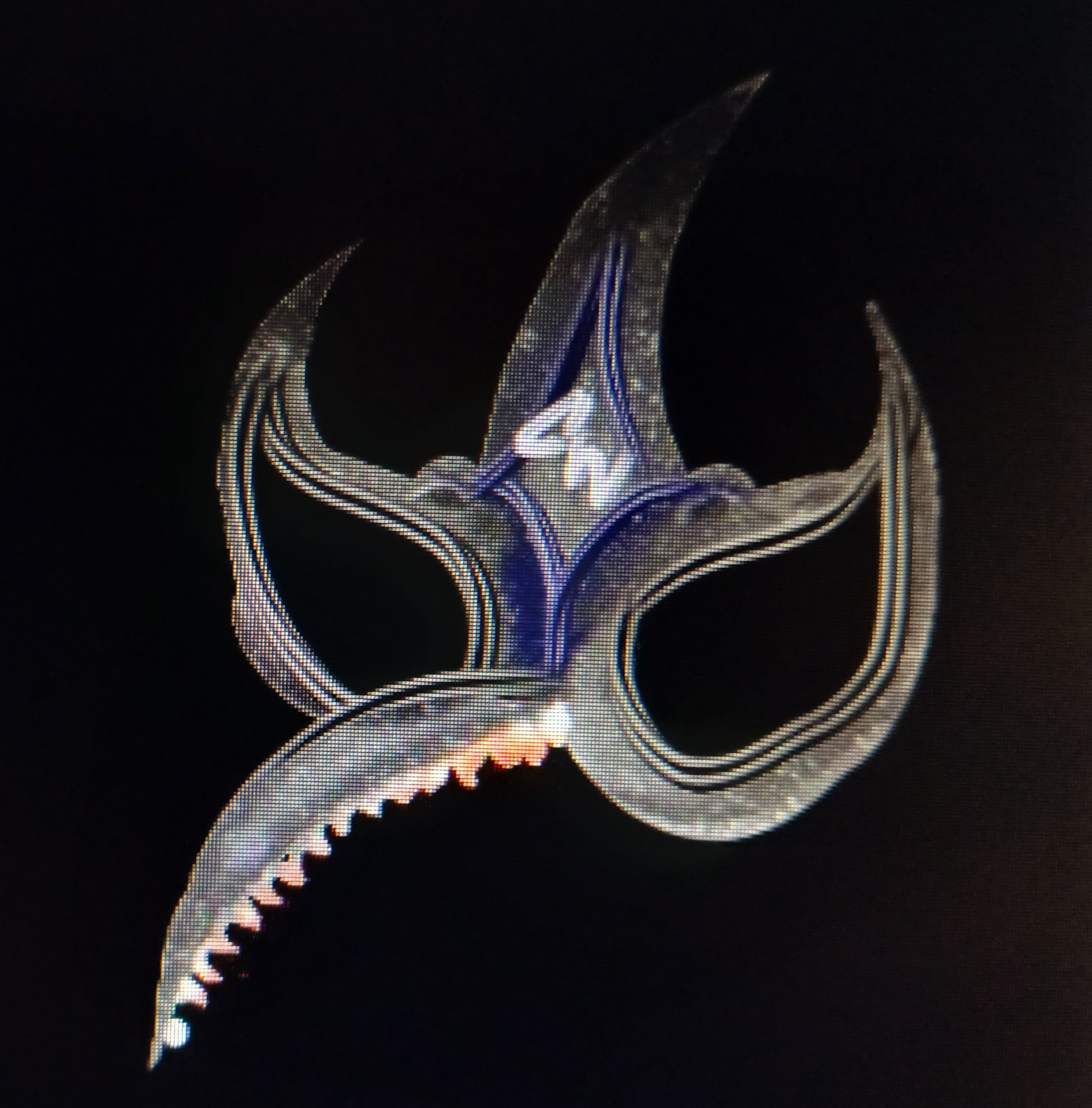
Máscara de Shark Ghoul.

Los Shark Ghouls son como comúnmente se les conoce a la fanaticada de la banda, todo comenzó en 1986,cuando la banda se presentaba en Irlanda,y una presentadora se pregunto lo siguiente:

Ní thuigim conas is féidir le daoine an torann athchleachtach, vulgar agus fiú satanic seo a chloisteáil, agus anois go bhfuil daoine agus cailíní a mharaíonn iad féin ar a son cosúil lena "SHARK GHOULS"

No entiendo como la gente puede oír este ruido tan repetitivo, vulgar y hasta satánico, y mira que gente y chicas que se matan por ellos,son como sus "SHARK GHOULS""

Esto llamó la atención de banda, que acuñó el término a sus fanáticos, e incluso hizo canciones dedicadas a su fanaticada.
Uno de los que más acuñó el término fue Audie Desbrow, quien agarro una máscara de peste negra, le hizo aletas, huecos y le añadió colmillos, para hacerla lo más parecida a la de un Mitsukurina owstoni fusionado con Stegostoma fasciatum.

Parte de la insporación de la mascara no es solo mi fanatismo por la Biologia marina y el teatralismo, si no también de Buscar una identidad para quienes nos adoran, y nos consideran reyes del rock n roll,parte de mi inspiración fue Dave Hill de Demon, el cual también usa una mascara 

Desbrow ha usado esa susodicha máscara para diferente videos musicales, como el de Mistreater y  Love is a Lie.
La fanaticada ha ayudado bastante a la banda, desde donaciones por lo de la tragedia de Rhode Island, ayudas a causas LGBT, e incluso algunas ayudan con las entrevistas y los conciertos.
Esto opina la banda de sus seguidores:

Son unos dementes, en el buen sentido,y nos sorprende el como ellos nos adoran a muerte como si nosotros fueramos una boyband,incluso atacando a gente que considera nuestra musica como "ruido" o "del montón" algo que NO aprobamos, pero que mas da,y lo mas irónico es que no son necesariamente chicas, mas que todo transexuales, gente la cual agradezco que se sientan identificados con la banda, y que incluso son los que más nos ayudan con la administración de conciertos y incluso con la música, yo se que detrás de esa mascara y collares, hay mas que algo musical, Como si fueran una puta secta

## Miembros

### Miembros actuales
- Mark Kendall – primera guitarra, percusión, segunda voz (1977–2000, 2001, 2002-2005, 2006–presente), segunda guitarra, teclados (1977–1986), bajo (1977–1980)
- Audie Desbrow – batería, percusión (1984–1999, 1999–2000, 2006–presente)
- Michael Lardie – segunda guitarra, banjo, saxon, teclados, sintetizador, piano, armónica, percusión, segunda voz (1985–2000, 2001, 2006–presente)
- Scott Snyder – bajo, segunda voz (2008–presente)
- Brett Carlisle – voz, piano  (2024–presente)

### Miembros anteriores

#### Vocalistas
- Jack Russell – primera voz, percusión (1977-2001, 2002–2005, 2006-2010, 2011–2024), (Fallecido)
- Terry Ilous – voz (2010–2018)
- Mich Malloy – voz, bajo  (2018–2022)
- Andrew Freeman – (2022–presente)

#### Bateristas
- Tony Richards – batería (1980–1981)
- Gary Holland – batería, percusión, segunda voz (1981–1986)
- Myron Grombacher – batería, percusión (1999)
- Francis Ruiz – batería, percusión (2000–2001)
- Derrick Pontier – batería, percusión (2001, 2011–2014)
- Eric Powers – batería, percusión (2002–2003)
- Joseph "Old Timer" May – batería, percusión (2003–2005)
- Neil Peart – batería, segunda voz (2014–2020) (fallecido)

#### Bajistas
- Don Costa – bajo (1980–1982)
- Lorne Black – bajo (1982–1987)
- Tony Montana – bajo (1987–1992), segunda voz (1987–1992)
- Dave "The Beast" Spitz – bajo (1989, 1992, 1996)
- Teddy Cook – bajo, segunda voz (1992–1995)
- Sean Mcnabb – bajo, segunda voz (1995–2000, 2001, 2006–2008)
- Krys Baratto – bajo, segunda voz (2000–2001)
- David "Dave" Filice – bajo, segunda voz (2002–2003)
- Scott Pounds – bajo, segunda voz (2003–2005)
- Dario Seixas – bajo, segunda voz (2011–2013)
- Chris Tristam – bajo, teclados, piano, segunda voz (2014–2016)

#### Guitarristas
- Ty Longley – primera guitarra (2000-2001), segunda guitarra (2002–2003), segunda voz (2000-2001, 2002–2003; murió en 2003)
- Matthew Johnson – segunda guitarra, teclados, segunda voz (2000-2001, 2011–2013)
- Yuko Tamura – teclados (2002–2003)
- Tyler Nelson – segunda guitarra, teclados, segunda voz (2003–2005)
- Evan Haymond – segunda guitarra, teclados, piano, segunda voz (2013–2014)

## Jack Russell's Great White

### Miembros actuales
- Jack Russell – primera voz, percusión (1977-2001, 2002–2005, 2006-2010, 2011–presente), batería (1977-1980)
- Tony Montana – segunda guitarra, teclados, piano, armónica (2014-presente)
- Robby Lochner – primera guitarra, segunda voz (2011–presente)
- Gon Waller – batería, segunda voz (2020–presente)
- Dan McNay – bajo, segunda voz (2016–presente)

## Discografía

### Discografía en estudio
| Grabación                 | Año de edición | Sello discográfico |
| ------------------------- | -------------- | ------------------ |
| Great White               | 1984           | EMI                |
| Shot in the Dark          | 1986           | Capitol Records    |
| Once Bitten...            | 1987           | Capitol Records    |
| ...Twice Shy              | 1989           | Capitol Records    |
| Hooked                    | 1991           | Capitol Records    |
| Psycho City               | 1992           | Capitol Records    |
| Sail Away                 | 1994           | Zoo Records        |
| Let It Rock               | 1996           | Imago Records      |
| Can't Get There from Here | 1999           | Portrait Records   |
| Back to the Rhythm        | 2007           | Shrapnel Records   |
| Rising                    | 2009           | Shrapnel Records   |
| Elation                   | 2012           | Frontiers Records  |
| Full Circle               | 2017           | Bluez Tone         |

### Grabaciones en concierto
| Nombre de la grabación                                    | Año  | Sello discográfico        |
| --------------------------------------------------------- | ---- | ------------------------- |
| Recovery: Live!                                           | 1988 | Enigma                    |
| Live at the Ritz (Promocional)                            | 1988 | Capitol Records           |
| Live at the Marquee                                       | 1989 | Capitol Records           |
| Live in London                                            | 1990 | Capitol Records           |
| Stage                                                     | 1995 | Zoo Entertainment         |
| Thank You...Goodnight!                                    | 2002 | Knight Records            |
| Once Bitten, Twice Live                                   | 2006 | Sidewinder Music          |
| 30 Years – Live from the Sunset Strip                     | 2013 | Frontiers Records         |
| Metal Meltdown - Live From The Hard Rock Casino Las Vegas | 2016 | Rock Fuel Media, Inc.     |
| Live                                                      | 2020 | Great White Self-released |

### Tributos
| Nombre de la grabación                    | Año  | Sello discográfico |
| ----------------------------------------- | ---- | ------------------ |
| Great Zeppelin: A Tribute to Led Zeppelin | 1998 | Axe Killer         |
| Great White Salutes Led Zeppelin          | 2005 | Legacy             |

Los discos de temas de Led Zeppelin son en concierto y han sido uno de los mayores éxitos que ha tenido la banda

### Grandes Éxitos
| Nombre de la grabación                   | Año  | Sello discográfico        |
| ---------------------------------------- | ---- | ------------------------- |
| Back Tracks 1986–1991 (Promocional)      | 1992 | Capitol Records           |
| The Best of Great White: 1986-1992       | 1993 | Capitol                   |
| Rock Me                                  | 1998 | Disky                     |
| Burrn! Presents: The Best Of Great White | 1998 | Capitol Records           |
| Gallery                                  | 1999 | Axe Killer Records        |
| The Best of Great White                  | 2000 | EMI / Capitol             |
| Latest & Greatest                        | 2000 | Portrait                  |
| Rock Champions                           | 2000 | EMI                       |
| Greatest Hits                            | 2001 | EMI / Capitol             |
| The Final Cuts                           | 2002 | Axe Killer Records        |
| Recover                                  | 2002 | Deadline/Cleopatra        |
| Revisiting Familiar Waters               | 2003 | Mausoleum Records         |
| Burning House of Love                    | 2004 | Horizons                  |
| A Double Dose                            | 2004 | Deadline Music            |
| Extended Versions: The Encore Collection | 2004 | BMG Special Products      |
| Rock Breakout Years: 1988                | 2005 | EMI Music Special Markets |
| Rock Me: The Best of Great White         | 2006 | Deadline/Cleopatra        |
| Great White: The Essential Collection    | 2009 | Deadline Music            |
| Great White: Absolute Hits               | 2011 | Capitol Records/EMI       |
| The Essential Great White                | 2011 | Deadline Music            |
| Great White: Icon                        | 2013 | Capitol Records/Universal |

Recover es un álbum recopilatorio de canciones de otros artistas
The Final Cuts es una reedición del álbum Recover

### Extended Play (EP)
| Nombre de la grabación | Año  | Sello discográfico |
| ---------------------- | ---- | ------------------ |
| Out of the Night       | 1983 | Aegean             |
| On Your Knees          | 1987 | Capitol Records    |
| The Blue EP            | 1991 | Capitol Records    |

### Videos
| Nombre de la grabación | Año  | Formato | Sello discográfico          |
| ---------------------- | ---- | ------- | --------------------------- |
| Videos                 | 1988 | VHS     | Picture Music International |
| My...My...My           | 1991 | VHS     | Capitol Video               |
| Live & Raw             | 2007 | DVD     | Deadline Music              |